# Hermanos Maserati

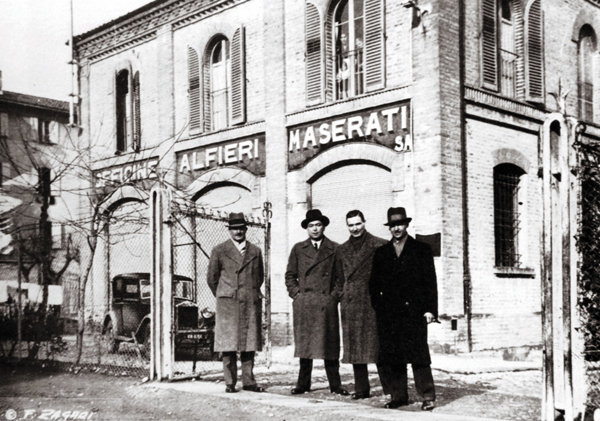
Desde la derecha: Mario Maserati, Ernesto y Bindo. A la izquierda del todo, Ettore. La foto está tomada en 1934 junto a su primer taller en el 11 de Via de'Pepoli, Bolonia

Los hermanos Maserati estuvieron relacionados con los automóviles desde principios del siglo XX. Nacidos en Voghera, Lombardía, Italia, eran hijos de Rodolfo Maserati y de su esposa Carolina. Rodolfo era un trabajador del transporte ferroviario de Plasencia (Italia), donde conducía una locomotora pesada Krupp, y estaba casado con Carolina Losi. Tuvieron siete hijos en total, pero solo seis llegaron a la edad adulta, ya que Alfieri I tenía solo un año cuando murió. Después de la muerte de Alfieri I, el siguiente hijo en nacer también se llamó Alfieri, que junto con los cinco hermanos restantes, Carlo, Bindo, Mario, Ettore y Ernesto, contribuyeron a dar forma a la compañía fabricante de automóviles deportivos de lujo Maserati de una manera u otra.
Los hermanos Maserati fueron:
- Carlo (1881-1910)
- Bindo (1883-1980)
- Alfieri I (1885-1886)
- Alfieri II (23 de septiembre de 1887-3 de marzo de 1932)
- Mario (1890-1981), pintor y artista basado en Bolonia, Milán y Novi Ligure
- Ettore (1894-4 de agosto de 1990)
- Ernesto (4 de agosto de 1898-1 de diciembre de 1975)

Una placa conmemorativa de Alfieri II fue colocada en su lugar de nacimiento en 1987. Desde 1989, el Instituto Técnico de Voghera ha agregado Alfieri II a su nombre oficial, para convertirse en el Istituto Tecnico Industriale di Voghera "Alfieri Maserati". Además, la ciudad de Bolonia tiene una calle llamada "Via Maserati".